# Oro Grande
Oro Grande ist eine nicht-selbständige Ortschaft im San Bernardino County, Kalifornien in den Vereinigten Staaten. Es liegt an der Stadtgrenze der Städte Victorville und Adelanto in der Mojave-Wüste, nördlich des Berges San Bernardino an der alten Route 66 nahe der Interstate 15 zwischen Victorville und Barstow. Die Postleitzahl lautet 92368. Die Einwohnerzahl beträgt weniger als 1000 und das Durchschnittseinkommen liegt unter 20.000 $ pro Jahr.